# 张阿辉故居
张阿辉故居位于印度尼西亚棉兰，是棉兰华人甲必丹张鸿南（人称“张阿辉”）的故居。建成于1900年，为两层中葡式建筑，共35间房间，占地面积8000平方米。现辟为博物馆供参观。

## 建筑
宅門為一獨立的硬山頂宅門，懸挂牌匾“通奉第”，對聯書寫“金鑑家聲”“青錢世澤”，由兩隻花崗岩福獅把守。進入宅門是前花園。故居一層正門前悬挂牌匾“清河堂”，是为张氏祠堂堂号，对联书写“金鑑流嶶”“西銘積德”。宅門及故居主樓都有具中國廣東民居風格的灰塑脊飾。一層會客廳室内地板鋪設威尼斯地磚，燈具設計帶有中式風格，兩側設有馬來式房間和中式房間。穿過天井是張氏祖祠，兩側房間的其中一間是張鴻南的臥室。二層設宴会廳及供奉關公的忠義堂。

## 圖冊

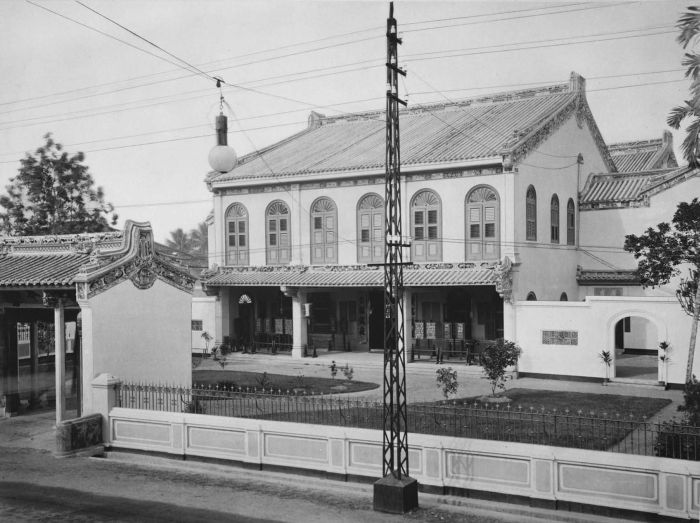
1930年照片，藏于荷兰阿姆斯特丹热带博物馆，标题是“棉兰一处华人甲必丹的住宅”
张鸿南及其子嗣在清河堂正门合影
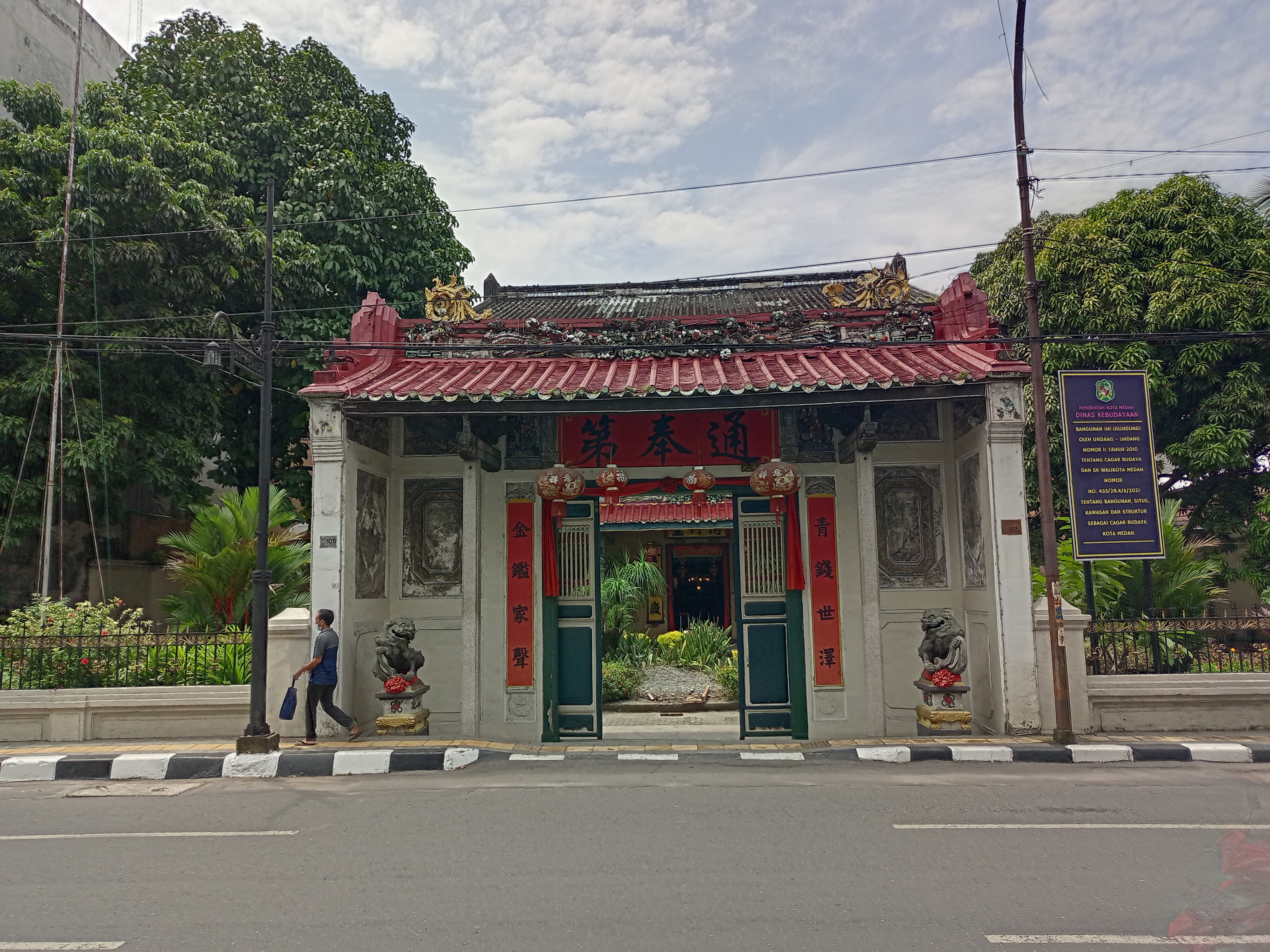
中式宅門
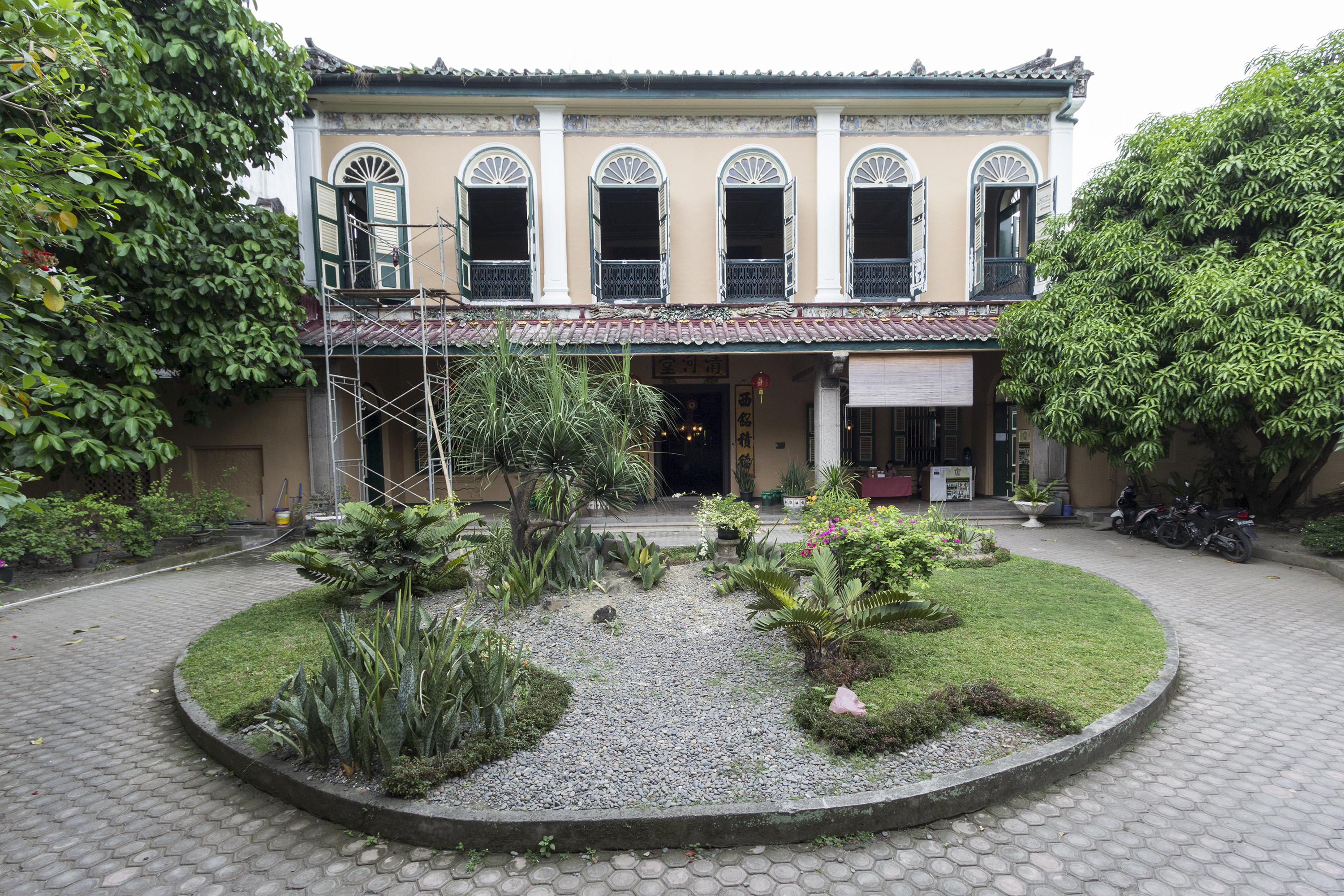
前花園

## 外部鏈接
- 维基共享资源上的相關多媒體資源：张阿辉故居
- Official Website
- Tjong A Fie Mansion

3°35′7.62″N 98°40′49.188″E / 3.5854500°N 98.68033000°E